# Дензел Галл
Дензел Галл (нід. Denzel Hall, нар. 22 травня 2001, Роттердам, Нідерланди) — нідерландський футболіст ямайського походження, фланговий захисник клубу «Геренвен».

## Ігрова кар'єра

### Клубна
Дензел Галл народився у Роттердамі і є вихованцем футбольної академії місцевого клубу «Феєнорд». У грудні 2020 року футболіст підписав з клубом контракт до літа 2024 року. У січні 2022 року Галл зіграв свою першу гру на професійному рівні в основі «Феєнорда».
Сезон 2022/23 футболіст провів в оренді в клубі Еерстедивізі «АДО Ден Гаг». Після завершення оренди Галл перейшов до клубу Ередивізі «Геренвен», з яким у липні 2023 року підписав контракт на чотири роки.

### Збірна
Дензел Галл провів кілька матчів у складі юнацьких збірних Нідерландів.